# کالچیناتو
کالچیناتو (به ایتالیایی: Calcinato) یک کومونه در ایتالیا است که در استان برشا واقع شده‌است. کالچیناتو ۳۳٫۴ کیلومتر مربع مساحت و ۱۲٬۸۳۲ نفر جمعیت دارد و ۱۷۱ متر بالاتر از سطح دریا واقع شده‌است.

## خواهرخوانده
شهر Champtoceaux خواهرخواندهٔ کالچیناتو هست.